# Elisabeth Degen
Elisabeth Degen (* 19. Januar 1971 in Frankfurt am Main) ist eine deutsche Schauspielerin.

## Leben
Die Tochter des Schauspielers Michael Degen und der Malerin Sarah Eckel debütierte im Film 1986 in Wolf Gremms Tödliche Liebe und spielte ein Jahr darauf an der Seite ihres Vaters in Orlando Lübberts Die Kolonie. Ebenfalls 1987 als Ina in der internationalen Vladimir-Nabokov-Verfilmung Maschenka. Sie studierte Schauspiel an der Fritz-Kirchhoff-Schule.
International bekannt wird die vor allem am Theater mit Regisseuren wie Cordula Trantow und Volker Lechtenbrink arbeitende Schauspielerin (Die Möwe, Faust 1) 1999 mit der Rolle der Jüdin Lotte in Max Färberböcks Aimée & Jaguar. Die Erschießung der auf einer Straße flüchtenden Lotte durch einen Polizisten ist eine der erschütternden Szenen des Films.
Im Fernsehen hatte Elisabeth Degen Gastrollen in Serien wie Edgar Reitz’ Heimat 3, Sylvia – Eine Klasse für sich, Die Cleveren, Edel und Starck, Im Namen des Gesetzes, SOKO Kitzbühel, Da kommt Kalle, R.I.S. - Die Sprache der Toten und SOKO Wismar.
Neben den TV-Serien spielte Elisabeth Degen auch in Fernsehfilmen: Bewegend ist vor allem ihre Leistung als Sarah Maibaum, Schwiegertochter eines homosexuellen Dirigenten (Walter Kreye), die sich gegen dessen verständnislosen Sohn (Philipp Moog) auflehnt, im Drama Nach so vielen Jahren (2003). Neben Maja Maranow und Bernhard Schütz spielt sie 2005 im Drama Liebe nach dem Tod die Rolle der Barbara Pfeiffer und in der Tatort-Folge Das Lächeln der Madonna neben Eva Mattes die Rolle der Anja Scheer.
2009 ist sie wieder an der Seite ihres Vaters im Kurzfilm Kriegerstock zu sehen. Nach weiteren Kurzfilmen ("Salomea's Nose", "Scrabbled") und dem serbisch-deutschen Film Otvoreni Kavez spielte Elisabeth Degen 2016 eine Hauptrolle im Film Winterjagd, der 2017 seine Premiere auf dem Filmkunstfest Schwerin hatte.
Neben der Filmkarriere spielt sie weiterhin am Theater, so unter der Regie von Anna Bergmann in Mamma Medea und Alkestis, an den Hamburger Kammerspielen bei Kai Wessel in In allen Ehren und bei Albert Lang in 16 Verletzte. Außerdem spielte Elisabeth Degen 2005 die Blanche in Henry Arnolds Inszenierung von Tennessee Williams’ Endstation Sehnsucht. Weitere Engagements gibt es am Ernst-Deutsch-Theater, an den Düsseldorfer Kammerspielen und am Staatstheater Darmstadt.

## Filmografie (Auswahl)
- 1985: Eine Klasse für sich (Fernsehserie)
- 1987: Die Kolonie
- 1997: Parkhotel Stern (Fernsehserie, 1 Folge)
- 1998: Sylvia – Eine Klasse für sich (Fernsehserie, 1 Folge)
- 1999: Aimée & Jaguar
- 2001: Dr. Sommerfeld – Neues vom Bülowbogen (Fernsehserie, 1 Folge)
- 2003: Abschnitt 40 (Fernsehserie, 1 Folge)
- 2003: Die Cleveren (Fernsehserie, 1 Folge)
- 2003: Unser Charly (Fernsehserie, 1 Folge)
- 2004: Edel & Starck (Fernsehserie, 1 Folge)
- 2004: SOKO Kitzbühel (Fernsehserie, 1 Folge)
- 2005: Liebe nach dem Tod (Fernsehfilm)
- 2005: Im Namen des Gesetzes (Fernsehserie, 1 Folge)
- 2005: Tatort – Letzte Zweifel
- 2005: Tatort – Das Lächeln der Madonna
- 2007: Da kommt Kalle (Fernsehserie, 1 Folge)
- 2008: R. I. S. – Die Sprache der Toten (Fernsehserie, 1 Folge)
- 2009: Kriegerstock (Kurzfilm)
- 2015: Süßer September
- 2016–2022: SOKO Wismar (Fernsehserie, 2 Folgen)
- 2017: Winterjagd
- 2018: Endlich Witwer
- 2019: Scheidung für Anfänger
- 2020: SOKO Stuttgart (Fernsehserie, Folge: Placeboeffekt)
- 2021: Gute Zeiten, schlechte Zeiten
- 2021: SOKO Potsdam (Fernsehserie, Folge: Mord in g-Moll)
- 2021: Bring mich nach Hause (Fernsehfilm)
- 2024: Ostsee für Sturköppe (Fernsehfilm)
- 2024: Helgoland 513 (Fernsehserie, 1 Folge)